# Litsea machiloides
Litsea machiloides Yen C. Yang & P.H. Huang – gatunek rośliny z rodziny wawrzynowatych (Lauraceae Juss.). Występuje naturalnie w południowych Chinach – w zachodniej części prowincji Guangdong. 

## Morfologia
PokrójZimozielone drzewo dorastające do 13 m wysokości. Gałęzie są owłosione i mają szarożółtawą barwę.
LiściePrawie okółkowe, zebrane na końcach gałęzi. Mają kształt od lancetowatego do owalnie lancetowatego. Mierzą 13–22 cm długości oraz 2,5–3,5 cm szerokości. Od spodu są owłosione i mają szarawą barwę. Blaszka liściowa jest o spiczastym wierzchołku. Ogonek liściowy jest owłosiony i dorasta do 10 mm długości.
KwiatySą niepozorne, jednopłciowe, siedzące, zebrane po 4 w baldachy, rozwijają się w kątach pędów. Okwiat jest zbudowany z 6 listków o owalnym kształcie. Kwiaty męskie mają 9 pręcików.
OwoceMają kształt od elipsoidalnego do elipsoidalnie odwrotnie jajowatego, osiągają 13 mm długości i 6 mm szerokości.

## Biologia i ekologia
Roślina dwupienna. Kwitnie od lipca do sierpnia, natomiast owoce dojrzewają w grudniu.